# 印度南鰍
印度南鰍（學名：Schistura kangjupkhulensis）為輻鰭魚綱鯉形目條鰍科南鰍屬的其中一種。被IUCN列為瀕危保育類動物，分布於亞洲印度及緬甸淡水流域，體長可達7.2公分。棲息在水流湍急、礫石底質的河川底層水域，生活習性不明。

## 扩展阅读
維基物種上的相關：印度南鰍